# Йохан I фон Хелфенщайн
Йохан I (II) фон Хелфенщайн (на немски: Johann I (II) von Helfenstein; * ок. 1287, Визенщайг, Баден-Вюртемберг; † сл. 27 октомври 1331; или † 1 юни 1340) е граф на Хелфенщайн-Визенщайг (1315 – 1340), граф на Гюсенберг и Калтенбург.

## Произход
Той е син на граф Улрих III фон Хелфенщайн († сл. 1315) и първата му съпруга Аделхайд фон Грайзбах († 1291), дъщеря на граф Бертхолд III фон Грайзбах († сл. 1288) и Елизабет фон Хиршберг († 1292). Майка му е сестра на Гебхард III фон Грайзбах († 1327, епископ на Айхщет. Внук е на граф Улрих II фон Хелфенщайн-Зигмаринген († 1294) и първата му съпруга Вилибирг/Вилебург, наследничка на Дилинген († 1268). Баща му се жени втори път сл. 23 май 1291 г. за Маргарета фон Тогенбург († сл. 1296).
Сестра му Агнес фон Хелфенщайн († сл. 7 август 1334) се омъжва сл. 1295 г. за херцог Симон I фон Тек († 1316). Полусестра му Анна фон Хелфенщайн († сл. 15 октомври 1361) се омъжва пр. 23 юни 1329 г. за Енгелхард VI фон Вайнсберг († 1346). Брат му Улрих IV фон Хелфенщайн († 1326) става граф на Хелфенщайн-Блаубойрен.

## Фамилия
Йохан I (II) фон Хелфенщайн се жени пр. 30 септември 1313 г. за Аделхайд фон Хоенлое-Вайкерсхайм (* пр. 1313; † 17 март 1356), дъщеря на граф Конрад фон Хоенлое-Вайкерсхайм († 1329/1330) и първата му съпруга с неизвестно име. Те имат децата:
- Анна фон Хелфенщайн († 1350)
- Елизабет фон Хелфенщайн († 1350)
- Катарина фон Хелфенщайн († сл. 1387), омъжена между 1348 и 1350 г. за граф Улрих IV фон Вюртемберг († 2/24 юли 1366)
- Улрих VI фон Хелфенщайн (X) Стари (* ок. 1314, Визенщайг; † 7 април 1372, убит), граф на Хелфенщайн (1340 – 1355), граф на Хелфенщайн-Визенщайг (1356 – 1372), женен пр. 26 април 1352 г. в Босна за Мария Котроманич от Босна (* 1333?; † 27 април 1403), сестра на крал Стефан Дабиша (упр. 1391 – 1395)